# Scalibregmatidae
Scalibregmatidae é uma família de vermes pertencente à ordem Opheliida.

## Géneros
Géneros:
- Asclerocheilus Ashworth, 1901
- Axiokebuita Pocklington & Fournier, 1987
- Axiokebutia